# Strandvallen
Strandvallen is een multifunctioneel stadion in de Zweedse plaats Hällevik. Het werd geopend op 28 juli 1953 en heeft een capaciteit van 7.500 toeschouwers, waarvan 1.200 zitplaatsen. Het stadion is de thuishaven van de voetbalclub Mjällby AIF. 

## Geschiedenis
In 1966 werd er afgesproken met de gemeente Sölvesborg dat de voetbalclub Mjällby AIF tot 1986 geen huur hoefde te betalen. De atletiekbaan werd verwijderd in 1977, waardoor het veld kon worden uitgebreid.
Een nieuwe zittribune en clubhuis werden in 1980 gerealiseerd wegens de promotie van Mjällby AIF naar de Allsvenskan. Drie jaar later werd ook de infrastructuur buiten het stadion aangepakt. Ook werden er tribunes in de vorm van een halve maan geplaatst achter de doelen, met achter het noordelijk doel een tribune.
Strandvallen kreeg in 2008 als een van de laatste stadions in Zweden elektrische lichtmasten. Tijdens het wereldkampioenschap voetbal 2010 werd de grasmat vervangen. Ook werden een nieuw drainage- en een nieuw irrigatiesysteem aangelegd.
Behrn Arena (Örebro SK) ·
Borås Arena (IF Elfsborg) ·
Falkenbergs IP (Falkenbergs FF) ·
Gamla Ullevi (IFK Göteborg) ·
Grimsta IP (IF Brommapojkarna) ·
Guldfågeln Arena (Kalmar FF) ·
Kopparvallen (Åtvidabergs FF) ·
Nya Parken (IFK Norrköping) ·
Olympia (Helsingborgs IF) ·
Rambergsvallen (BK Häcken) ·
Strandvallen (Mjällby AIF) ·
Strawberry Arena (AIK Fotboll) ·
Strömvallen (Gefle IF) ·
Eleda Stadion (Malmö FF) ·
Tele2 Arena (Djurgårdens IF) ·
Örjans vall (Halmstads BK)
Ängelholms IP (Ängelholms FF) ·
Finnvedsvallen (IFK Värnamo) ·
Gamla Ullevi (GAIS Göteborg) ·
Jämtkraft Arena (Östersunds FK) ·
Landskrona IP (Landskrona BoIS) ·
Myresjöhus Arena (Östers IF) ·
Norrporten Arena (GIF Sundsvall) ·
Påskbergsvallen (Varbergs BoIS) ·
Skarsjövallen (Ljungskile SK) ·
Stadsparksvallen (Jönköpings Södra IF) ·
Stora Valla (Degerfors IF) ·
Studenternas IP (IK Sirius FK) ·
Södertälje Fotbollsarena (Assyriska Föreningen, Syrianska FC) ·
Tele2 Arena (Hammarby IF) ·
Vapenvallen (Husqvarna FF)
Arosvallen ·
Bårsta IP ·
Enavallen ·
Folkungavallen ·
Fredriksskans IP ·
Gamla Ullevi ·
Herrgärdets IP ·
Hillängens IP ·
Jernvallen ·
Johanneshovs IP ·
Kamratvallen ·
Lövåsvallen ·
Malmö IP ·
Malmö Stadion ·
Motala IP ·
Norra IP ·
Ramnavallen ·
Råsunda IP ·
Råsundastadion ·
Rimnersvallen ·
Ruddalens IP ·
Ryavallen ·
Sandåkerns IP ·
Skogsvallen ·
Slottsskogsvallen ·
Olympisch Stadion (Stockholm) ·
Söderstadion ·
T3 Arena ·
Trollebo IP ·
IJsbaan van Eskilstuna ·
Ullevi ·
Vägga IP ·
Vångavallen ·
Värendsvallen